# Bromid boritý
Bromid boritý (BBr3) je prudce jedovatá anorganická sloučenina. Za běžných podmínek je to bezbarvá dýmavá kapalina. Obvykle se vyrábí zahříváním oxidu boritého s uhlíkem za přítomnosti bromu; tím vzniká volný bór, který prudce reaguje s bromem. Bromid boritý je velmi těkavý a dýmá, protože páry ihned reagují s vodou ve vzduchu za vzniku kyseliny borité a bromovodíkové.

## Syntéza
Ke vzniku bromidu boritého vede reakce karbidu boritého s bromem při teplotách na 300 °C. Vzniklý produkt lze čistit vakuovou destilací.

## Historie
Bromid boritý byl poprvé syntetizován M. Poggialem v roce 1846, a to výše zmíněnou reakcí oxidu boritého s uhlíkem a bromem za vyšší teploty:
B2O3 + 3 C + 3 Br2 → 2 BBr3 + 3 CO
Zlepšení této metody vyvinuli F. Wöhler a H. Deville v roce 1857. Použije-li se jako výchozí surovina amorfní bór, reakční teplota je nižší a nevzniká žádný oxid uhelnatý:
2 B + 3 Br2 → 2 BBr3

## Použití
- farmaceutický průmysl
- fotografické procesy
- dopování polovodičů
- plazmové leptání povolodičů
- výroba fotovoltaických článků
- reagens pro různé chemické procesy[6]